# Liste des législatures du Bas-Canada
Cet article présente une liste des législatures du Bas-Canada tenues au Parlement de cette province de l'Empire britannique entre 1792 à 1838. Au nombre de quinze, elles se tiennent toutes à l'Hôtel du Parlement dans la Ville de Québec.
| Législature | Élections                      | Durée                         | Session(s) | Couronne britannique                                                              | Représentant(s) de la couronne | Président(s) de l'Assemblée                                                                                           | Président(s) du Conseil |
| ----------- | ------------------------------ | ----------------------------- | --- | --------------------------------------------------------------------------------- | --- | --- | --- |
| Première    | 24 mai 1792 au 10 juil. 1792   | 17 déc. 1792 au 31 mai 1796   | Première (17 déc. 1792 — 9 mai 1793) Deuxième (11 nov. 1793 — 31 mai 1794) Troisième (5 jan. 1795 — 7 mai 1795) Quatrième (20 nov. 1795 — 7 mai 1796)                                                    | George III                                                                        | Alured Clarke, lieut.-gouv. (17 déc. 1792 — 24 sept. 1793) Guy Carleton, gouv. (24 sept. 1793 — 31 mai 1796)                                                               | Jean-Antoine Panet (18 déc. 1792 — 28 jan. 1794) Michel Chartier de Lotbinière (28 jan. 1794 — 31 mai 1796)           | William Smith (15 déc. 1792 — 6 déc. 1793) Thomas Dunn (18 fév. 1793 — 22 jan. 1794 ) François Baby (22 jan. 1794 — 17 déc. 1794) William Osgoode (17 déc. 1794 — 31 mai 1796) Thomas Dunn (18 déc. 1794 — 31 mai 1796) |
| Deuxième    | 3 juin 1796 au 20 juil. 1796   | 24 jan. 1797 au 4 juin 1800   | Première (24 jan. 1797 — 2 mai 1797) Deuxième (20 fév. 1798 — 11 mai 1798) Troisième (28 mars 1799 — 3 juin 1799) Quatrième (5 mars 1800 — 29 mai 1800)                                                  | George III                                                                        | Guy Carleton, gouv. (jusqu'au 15 déc. 1796) Robert Prescott, admin. (15 déc. 1796 — 30 juil. 1799) Robert Shore Milnes, lieut.-gouv. (30 juil. 1799 — 4 juin 1800)         | Jean-Antoine Panet (24 jan. 1797 — 4 juin 1800)                                                                       | William Osgoode (24 jan. 1797 — 4 juin 1800) Thomas Dunn (24 jan. 1797 — 4 juin 1800) |
| Troisième   | 7 juin 1800 au 28 juillet 1800 | 8 jan. 1801 au 13 juin 1804   | Première (8 jan. 1801 — 8 avr. 1801) Deuxième (11 jan. 1802 — 5 avr. 1802) Troisième (8 fév. 1803 — 18 avr. 1803) Quatrième (2 août 1803 — 11 août 1803) Cinquième (10 février 1804 — 13 juin 1804)      | George III                                                                        | Robert Shore Milnes, lieut.-gouv. (8 jan. 1801 — 13 juin 1804) | Jean-Antoine Panet (8 jan. 1801 — 13 juin 1804)                                                                       | William Osgoode (8 jan. 1801 — 5 fév. 1803) Thomas Dunn (8 jan. 1801 — 9 jan 1802) James Monk (9 jan. 1802 — 8 mars 1802) François Baby (8 mars 1802 — 5 fév. 1803) John Elmsley (5 fév. 1803 — 13 juin 1804)           |
| Quatrième   | 18 juin 1804 au 6 août 1804    | 9 jan. 1805 au 27 avril 1808  | Première (9 jan. 1805 — 25 mars 1805) Deuxième (20 fév. 1806 — 19 avr. 1806) Troisième (21 jan. 1807 — 16 avr. 1807) Quatrième (29 jan. 1808 — 14 avr. 1808)                                             | George III                                                                        | Robert Shore Milnes, lieut.-gouv. (jusqu'au 12 août 1805) Thomas Dunn, admin. (jusqu'au 24 octobre 1807) James Henry Craig, gouv. (24 octobre 1807 jusqu'à la dissolution) | Jean-Antoine Panet (9 jan. 1805 — 27 avril 1808)                                                                      | John Elmsley (9 jan. 1805 — 23 avr. 1805) Thomas Dunn (23 jan. 1805 — 18 fév. 1806) François Baby (18 fév. 1806 — 16 jan. 1807) Henry Allcock (16 jan. 1807 — 22 fév. 1808) Thomas Dunn (22 fév. 1808 — 27 avril 1808)  |
| Cinquième   | 30 avr. 1808 au 18 juin 1808   | 10 avr. 1809 au 18 mai 1809   | Première (10 avr. 1809 — 15 mai 1809) | George III                                                                        | James Henry Craig, gouv. (10 avr. — 18 mai 1809) | Jean-Antoine Panet (10 avr. 1808 — 18 mai 1809)                                                                       | Jonathan Sewell (10 avr. 1809 — 18 mai 1809) |
| Sixième     | 5 oct. 1809 au 23 nov. 1809    | 29 jan. 1810 au 1er mars 1810 | Première (29 jan. 1810 — 26 fév. 1810) | George III                                                                        | James Henry Craig, gouv. (29 jan. 1810 — 1er mars 1810) | Jean-Antoine Panet (29 jan. 1810 — 1er mars 1810                                                                      | Jonathan Sewell (29 jan. 1810 — 1er mars 1810) |
| Septième    | 12 mars 1810 au 21 avr. 1810   | 12 déc. 1810 au 22 mars 1814  | Première (12 déc. 1810 — 21 mars. 1811) Deuxième (21 fév. 1812 — 19 mai 1812) Troisième (16 juil. 1812 — 1er août. 1812) Quatrième (29 déc. 1812 — 15 fév. 1813) Cinquième (13 jan. 1814 — 17 mars 1814) | George III                                                                        | James Henry Craig, gouv. (12 déc. 1810 — 19 juin 1811) Thomas Dunn, admin. (19 juin — 14 sept. 1811) George Prevost, gouv. (14 sept. 1811 — 22 mars 1814)                  | Jean-Antoine Panet (12 déc. 1810 — 22 mars 1814)                                                                      | Jonathan Sewell (12 déc. 1810 — 22 mars 1814) Thomas Dunn (5 fév. 1811 — 23 fév. 1814) John Hale (23 fév. 1814 — 22 mars 1814)                                                                                          |
| Huitième    | 25 mars 1814 au 13 mai 1814    | 21 jan. 1815 au 29 fév. 1816  | Première (21 jan. 1815 — 25 mars. 1815) Deuxième (26 jan. 1816 — 24 fév. 1816) | George III                                                                        | George Prevost, gouv. (jusqu'au 4 avril 1815) Gordon Drummond, admin. (4 avril 1815 — 29 fév. 1816)                                                                        | Louis-Joseph Papineau (21 jan. 1815 — 29 fév. 1816)                                                                   | Jonathan Sewell (21 jan. 1815 — 29 fév. 1816) James Monk (21 jan. 1815 — 21 fév. 1815) John Hale (21 fév. 1815 — 20 jan. 1816) James Monk (20 jan. 1816 — 29 fév. 1816)                                                 |
| Neuvième    | 8 mars 1816 au 25 avril 1816   | 15 jan. 1817 au 9 fév. 1820   | Première (15 jan. 1817 — 22 mars. 1817) Deuxième (7 jan. 1818 — 1er avr. 1818) Troisième (12 jan. 1819 — 24 avr. 1819)                                                                                   | George III                                                                        | John Coape Sherbrooke, gouv. (15 jan. 1817 — 30 juil. 1818) Charles Lennox, gouv. (30 juil. 1818 — 28 août 1819) James Monk, admin. (20 sept. 1819 — 9 fév. 1820)          | Louis-Joseph Papineau (15 jan. 1817 — 9 fév. 1820)                                                                    | Jonathan Sewell (15 jan. 1817 — 9 fév. 1820) John Hale (7 fév. 1817 — 9 fév. 1820) |
| Dixième     | 22 fév. 1820 au 11 avr. 1820   | 11 avr. 1820 au 24 avr. 1820  | Première (11 avr. 1820 — 24 avr. 1820) | George III                                                                        | Peregrine Maintland, admin. (11 avr. 1820 — 24 avr. 1820) | Louis-Joseph Papineau (11 avr. 1820 — 24 avr. 1820)                                                                   | Jonathan Sewell (11 avr. 1820 — 24 avr. 1820) John Hale (11 avr. 1820 — 24 avr. 1820) |
| Onzième     | 6 juin 1820 au 25 juil. 1820   | 14 déc. 1820 au 6 juil. 1824  | Première (14 déc. 1820 — 17 mars 1821) Deuxième (11 déc. 1821 — 18 fév. 1822) Troisième (10 jan. 1823 — 22 mars 1823) Quatrième (25 nov. 1823 — 9 mars 1824)                                             | George IV                                                                         | George Ramsay, gouv. (14 déc. 1820 — 7 juin 1824) Francis Nathaniel Burton, admin. (7 juin 1824 — 6 juil. 1824)                                                            | Louis-Joseph Papineau (14 déc. 1820 — 10 jan. 1823) Joseph-Rémi Vallières de Saint-Réal (10 jan. 1823 — 6 juil. 1824) | Jonathan Sewell (14 déc. 1820 — 6 juil. 1824) John Hale (14 déc. 1820 — 10 mars 1823) Olivier Perrault (10 mars 1823 — 6 juil. 1824)                                                                                    |
| Douzième    | 10 juil. 1824 au 28 août 1824  | 8 jan. 1825 au 5 juil. 1827   | Première (8 jan. 1825 — 22 mars 1825) Deuxième (21 jan. 1826 — 29 mars 1826) Troisième (23 jan. 1827 — 7 mars 1827)                                                                                      | George IV                                                                         | Francis Nathaniel Burton, admin. (8 jan. 1825 — 16 sept. 1825) George Ramsay, gouv. (16 sept. 1825 — 5 juil. 1827)                                                         | Louis-Joseph Papineau (8 jan. 1825 — 5 juil. 1827)                                                                    | Jonathan Sewell (8 jan. 1825 — 5 juil. 1827) Olivier Perrault (8 jan. 1825 — 22 jan. 1827) James Kerr (22 jan. 1827 — 5 juil. 1827)                                                                                     |
| Treizième   | 6 juil. 1827 au 25 août 1827   | 20 nov. 1827 au 2 sept. 1830  | Première (8 nov. 1827 — 22 nov. 1827) Deuxième (21 nov. 1828 — 14 mars 1829) Troisième (22 jan. 1830 — 26 mars 1830)                                                                                     | George IV                                                                         | George Ramsay, gouv. (20 nov. 1827 — 8 sept. 1828) James Kempt, gouv. (8 sept. 1828 — 2 sept. 1830)                                                                        | Louis-Joseph Papineau (20 nov. 1827 — 2 sept. 1830)                                                                   | Jonathan Sewell (20 nov. 1827 — 2 sept. 1830) James Kerr (20 nov. 1827 — 2 sept. 1830) |
| Quatorzième | 13 sept. 1830 au 26 oct. 1830  | 24 jan. 1831 au 9 oct. 1834   | Première (24 jan. 1831 — 31 mars 1831) Deuxième (15 nov. 1831 — 25 fév. 1832) Troisième (15 nov. 1832 — 3 avr. 1833) Quatrième (7 jan. 1834 — 18 mars 1834)                                              | Guillaume IV                                                                      | Matthew Whitworth-Aylmer, gouv. (24 jan. 1831 — 9 oct. 1834) | Louis-Joseph Papineau (26 jan. 1831 — 9 oct. 1834)                                                                    | Jonathan Sewell (24 jan. 1831 — 9 oct. 1834) John Richardson (4 fév. 1831 — 15 nov. 1831) John Caldwell (15 nov. 1831 — 9 oct. 1834)                                                                                    |
| Quinzième   | 11 oct. 1834 au 22 nov. 1834   | 21 mars 1835 au 27 mars 1838  | Première (21 fév. 1835 — 18 mars 1835) Deuxième (27 oct. 1835 — 21 mars 1836) Troisième (22 sept. 1836 — 4 oct. 1836) Quatrième (18 août 1837 — 26 août 1837)                                            | Guillaume IV (21 mars 1835 — 20 juin 1837) Victoria (20 juin 1837 — 27 mars 1838) | Matthew Whitworth-Aylmer, gouv. (21 mars 1835 — 24 août 1835) Archibald Acheson, gouv. (24 août 1835 — 27 mars 1838)                                                       | Louis-Joseph Papineau (21 mars 1835 — 27 mars 1838)                                                                   | Jonathan Sewell (21 mars 1835 — 27 mars 1838) Edward Bowen (21 mars 1835 — 27 mars 1838) |